# Segunda División de Chile 1962
El Campeonato Nacional de Fútbol de la Segunda División de 1962 fue el torneo disputado en la 11.ª temporada de la segunda categoría del fútbol profesional chileno. Contó con la participación de doce equipos.
Dado que en el campeonato anterior ascendieron cuatro equipos, para este torneo la Asociación Central de Fútbol permitió la entrada de cuatro clubes nuevos al Ascenso: Luis Cruz Martínez de Curicó, Municipal de Santiago, San Antonio Unido y Valparaíso Ferroviarios.
El torneo se jugó en dos rondas con un sistema de todos contra todos y el campeón del torneo fue Coquimbo Unido, que ascendió a Primera División por primera vez en su historia.
En la parte baja de la tabla de posiciones se ubicó Colchagua, que mantuvo su cupo en Segunda, ya que se decidió aumentar el cupo a 14 equipos para 1963.

## Equipos participantes

### Relevo anual de clubes
| Pos | a Primera División de Chile 1962 |
| --- | -------------------------------- |
| 1º  | Unión La Calera (Campeón)        |
| 2º  | Unión San Felipe                 |
| 3º  | Deportes La Serena               |
| 4º  | Magallanes                       |

| Pos | a Segunda División de Chile 1962 |
| --- | -------------------------------- |
| 1º  | Luis Cruz Martínez               |
| 2º  | Municipal de Santiago            |
| 3º  | San Antonio Unido                |
| 4º  | Valparaíso Ferroviarios          |

| Pos | Descendido desde Primera División de Chile 1961 |
| --- | ----------------------------------------------- |
| -   | -                                               |

| Pos | Asociación de Origen |
| --- | -------------------- |
| -   | -                    |

### Información de los clubes
| Equipo                         | Entrenador        | Ciudad            | Estadio                           | Capacidad |
| ------------------------------ | ----------------- | ----------------- | --------------------------------- | --------- |
| Colchagua                      | XXX               | San Fernando      | San Fernando                      | 4500      |
| Coquimbo Unido                 | Óscar Olivares    | Coquimbo          | Coquimbo                          | 8500      |
| Iberia                         | XXX               | Santiago de Chile | Ñuñoa                             | 3000      |
| Lister Rossel                  | XXX               | Linares           | Linares                           | 4000      |
| Luis Cruz Martínez             | Ovidio Casartelli | Curicó            | Curicó                            | 4500      |
| Municipal de Santiago          | XXX               | Santiago de Chile | Militar                           | 4000      |
| Ñublense                       | XXX               | Chillán           | Municipal de Chillán              | 6500      |
| San Antonio Unido              | Rolando Torino    | San Antonio       | San Antonio                       | 6000      |
| San Bernardo Central           | XXX               | San Bernardo      | Maestranza                        | 4000      |
| Transandino                    | XXX               | Los Andes         | Los Andes                         | 7500      |
| Universidad Técnica del Estado | XXX               | Santiago de Chile | Universidad Técnica del Estado    | 4000      |
| Valparaíso Ferroviarios        | XXX               | Valparaíso        | Ferroviario Fernando Gualda Palma | 3500      |

## Tabla final
| Pos | Equipo                  | PJ | PG | PE | PP | GF | GC | Dif | Pts |
| --- | ----------------------- | -- | -- | -- | -- | -- | -- | --- | --- |
| 1   | Coquimbo Unido          | 22 | 13 | 5  | 4  | 38 | 17 | 21  | 31  |
| 2   | San Antonio Unido       | 22 | 13 | 4  | 5  | 39 | 27 | 12  | 30  |
| 3   | Lister Rossel           | 22 | 12 | 5  | 5  | 47 | 33 | 14  | 29  |
| 4   | Universidad Técnica     | 22 | 10 | 7  | 5  | 44 | 31 | 13  | 27  |
| 5   | Luis Cruz Martínez      | 22 | 8  | 9  | 5  | 36 | 32 | 4   | 25  |
| 6   | San Bernardo Central    | 22 | 8  | 5  | 9  | 34 | 31 | 3   | 21  |
| 7   | Municipal de Santiago   | 22 | 8  | 5  | 9  | 28 | 33 | -5  | 21  |
| 8   | Ñublense                | 22 | 7  | 6  | 9  | 30 | 31 | -1  | 20  |
| 9   | Trasandino              | 22 | 6  | 6  | 10 | 35 | 44 | -9  | 18  |
| 10  | Iberia                  | 22 | 6  | 5  | 11 | 26 | 38 | -12 | 17  |
| 11  | Valparaíso Ferroviarios | 22 | 3  | 8  | 11 | 28 | 41 | -13 | 14  |
| 12  | Colchagua               | 22 | 3  | 5  | 14 | 21 | 48 | -27 | 11  |

PJ=Partidos jugados; PG=Partidos ganados; PE=Partidos empatados; PP=Partidos perdidos; GF=Goles a favor; GC=Goles en contra; Dif=Diferencia de gol; Pts=Puntos
|  | Campeón. Asciende a Primera División |
|  | Descenso suspendido                  |